# Renée Suzanne de Soucy
Renée Suzanne de Soucy, född de Mackau 1758, död 1841, var en fransk grevinna. Hon var vice guvernant för de franska kungabarnen 1781–1792.

## Guvernant
Renée Suzanne de Soucy var dotter till baron Marie Henri Louis Eleonor Dirkheim de Mackau och Marie-Angélique de Fitte de Soucy. Hon gifte sig 1774 med sin kusin greve François-Louis de Fitte de Soucy. Hon blev 1781 en av fem vice guvernanter för de franska kungabarnen: de franska kungabarnen hade en överordnad guvernant, men det var de fem vice guvernanterna, de så kallade sous gouvernante, som skötte det verkliga arbetet. Av de övriga fyra var en hennes mor, som tidigare varit guvernant åt Elisabeth av Frankrike, och en annan hennes moster och svärmor, Elisabeth Louise Lenoir de Verneuil de Soucy (1729–1813). Hennes syster, memoarskrivaren Marie-Angélique de Bombelles, hade varit hovdam åt prinsessan Elisabeth.
de Soucy var inte omtyckt av kungabarnen, hon beskrivs som för auktoritär och intrigant. Under stormningen av Tuilerierna den 10 augusti 1792 förde de Soucy på uppdrag av Marie-Antoinette kungaparets adoptivdotter Ernestine de Lambriquet i säkerhet. de Lambriquet hölls sedan gömd av familjen de Soucys mors familj Mackau under skräckväldet. Genom avskaffandet av monarkin strax därpå förlorade både de Soucy och hennes mor sina tjänster, och vid hennes makes självmord 1793 blev hon ruinerad.

## Utbytesteorin
När Marie Therese av Frankrike frigavs ur fängelset efter skräckväldets fall 1795 utsågs de Soucy att följa med henne till Wien. Marie Therese hade föredragit hennes mor, men denna var då för gammal för att orka med resan. de Soucy hade den ansvarige minister Benezachs förtroende, eftersom hennes bror var medlem i direktoriet. Det förekommer teorier om att Marie Therese under denna resa ska ha bytt plats med en annan kvinna, som reste till Österrike i hennes ställe. de Soucy satt i vagnen med Marie Therese, som reste under namnet Sophie, tillsammans med vakten Mechin, som föreställde hennes far, och vakten Gomin: i vagnen efter reste de manliga tjänarna Hüe, Baron och kocken Meunier, de Soucys "son" och tjänsteflicka. Under resan genom Frankrike från Paris till gränsorten Huningue åtföljdes de Soucy enligt passet av två oidentifierade personer: en tonårig pojke vid namn Perre de Soucy, som påstods vara hennes son, och pigan Catherine de Varenne. de Soucy hade dock ingen son med det namnet. Enligt anhängarna av utbytesteorin bytte Marie Therese plats med en av dessa personer, och bosatte sig sedan i Tyskland, där hon misstänks ha varit den oidentifierade kvinna som fram till sin död 1837 levde isolerad som en lokal legend under namnet Dunkelgrafen (Den mörka grevinnan). Pierre de Soucy föreslås enligt denna teori ha varit hennes adoptivsyster Ernestine de Lambriquet, som tog hennes plats. Före utväxlingen hade kejsaren bett om att Ernestine de Lambriquet skulle få göra Marie Therese sällskap till Wien, men minister Benezch hade svarat att han inte visste var denna fanns. de Soucy var dock väl medveten om var hon fanns, eftersom Lambriquet hade tagit hand om henne vid kungafamiljens fängslande. Enligt de som avfärdar denna teori var Pierre helt enkelt de Soucys yngsta dotter med funktionen att göra sällskapet mindre identifierbart, eftersom Marie Therese var utsatt för kidnappningsförsök av agenter från olika utländska makter under hela resan samt attacker från militanta antirojalister.

## Senare liv
I Österrike blev de Soucy, liksom Marie Thereses övriga franska tjänare Hüe och Cléry, separerade från denna senare samma månad av kejsaren, som ville undvika att Marie Therese hamnade under franskt inflytande och uppmanades att rätta sig efter sin farbror snarare än kejsaren, men under sin avskedsaudiens meddelade de Soucy ändå kejsaren att Marie Therese i enlighet med sin farbrors önskan skulle gifta sig med sin kusin Ludvig Anton de Angoulême. 1823 lät de Soucy publicera en falsk utgåva av Marie Thereses' memoarer. 
de Soucy är känd för att ha bedrivit utpressning mot Marie Therese, något som har blivit föremål för spekulationer. 1832 inledde de Soucy en utpressning assisterad av en doktor Lavergne. Hon hävdade att hon hade ett manuskript om Marie Thereses memoarer innehållande för Marie Therese skadlig information, men erbjöd sig att avstå från publikation i utbyte mot pengar om dessa uppgick till vad hon trodde att hon kunde förtjäna på publiceringen. Marie Therese gick 1837 med på att betala ut en summa på 24 000 franc. Ett brev av de Soucy från 1838 förklarar att hon hade fått betalt av Marie Therese för en dagbok som de Soucy hade författat under resan 1795–1796. Efter de Soucys död 1841 fortsatte Lavergne utpressningen fram till åtminstone 1847. Denna utpressning har varit föremål för spekulationer, och vissa har tagit den som stöd för teorin att Marie Therese hade blivit utbytt mot en annan kvinna under resan från Paris till Wien 1795–1796, där de Soucy hade gjort henne sällskap.      